# فارسیان (گالیکش)
فارسیان، روستایی از توابع بخش مرکزی شهرستان گالیکش در استان گلستان ایران است.

## جمعیت
این روستا در دهستان نیلکوه قرار دارد و براساس سرشماری مرکز آمار ایران در سال ۱۳۸۵، جمعیت آن ۴۰۸ نفر (۱۱۴خانوار) بوده‌است.